# Officier d’administration
Un officier d’administration est, dans l'armée française, un officier appartenant à certains services de l'Armée de terre comme l'intendance, devenue commissariat, ou à des services interarmées comme le Service de santé ou le service des essences.
À la suite de réformes de statuts au sein des Armées, l'officier d'administration est devenu officier du Corps technique et administratif appartenant à un des corps techniques et administratifs des armées.